# Centrum Amsterdam Noord
Centrum Amsterdam Noord, afgekort CAN, is een wijk in het Amsterdamse stadsdeel Noord.
Het CAN-gebied omvat:
- Het Buikslotermeerplein met het winkelcentrum Boven 't Y
- de buurt Loenermark
- het "stationsgebied" van het metrostation Noord van de Noord/Zuidlijn
- de buurt Elzenhagen, verdeeld in Elzenhagen-Noord en Elzenhagen-Zuid (gescheiden door IJdoornlaan)